# Czernuszka
Czernuszka – miasto w Rosji, w Kraju Permskim. W 2010 roku liczyło 33 272 mieszkańców.